# Diogo Amaral
Diego Maria Mendes Leal Pereira do Amaral (Coimbra, 26 novembre 1981) è un cantante e attore portoghese.

## Biografia
Ha recitato in numerose telenovela portoghesi fin dal 2006, ed ha assunto notorietà interpretando Federico nella telenovela Floribella.